# Węglik tytanu
Węglik tytanu (TiC) – nieorganiczny związek chemiczny z grupy węglików (węglik międzywęzłowy), połączenie tytanu i węgla. Ze względu na swoją twardość wykorzystywany jest jako materiał części roboczych narzędzi tnących, takich jak skalpele i żyletki.